# 朱友堉
蜀靖王朱友堉（1401年—1431年）（《弇山堂別集》作朱友塤），明朝第二代蜀王。追封莊王朱悅燫的嫡第一子，獻王朱椿嫡長孫。因父亲早逝而成为蜀世孙。他的二叔华阳王朱悦燿因图谋夺嫡等不端行为被朱椿囚禁，朱椿想将其解送朝廷，朱友堉力请令其获释。然而，朱悦燿仍觊觎蜀王爵位，并诬告朱友堉。
永乐二十二年（1424年）朱友堉襲封蜀王。明仁宗认为朱友堉与朱悦燿“鸾枭并栖，必至相伤”，最终将朱悦燿安置于湖南澧州，朱悦燿的家族后来也因此失去袭封蜀王的资格:2。朱友堉在位七年。宣德六年（1431年）朱友堉去世，無子，一年後(永樂二十二年，1424年)其弟羅江王朱友壎就嗣位。